# Jaliscoa
Jaliscoa é um género botânico pertencente à família Asteraceae.